# Lizzy Mayrl
Lizzy Mayrl (* 28. Juni 1962 in Salzburg) ist eine österreichische bildende Künstlerin; sie lebt und arbeitet als Bilderische Erziehung&Textile Werk Professorin im Weinviertel, Niederösterreich am Bundesgymnasium und Bundesrealgymnasium Laa an der Thaya und verwendet für ihre Arbeiten hauptsächlich den Werkstoff Filz.

## Leben
Lizzy Mayrl schloss ein Studium für Textiles Gestalten und Bildnerische Erziehung an der Universität für Angewandte Kunst Wien erfolgreich ab. Als Diplomarbeit legte sie am Institut für Theorie und Geschichte der Architektur bei Friedrich Achleitner eine Studie über die mongolische Jurte vor. (“Ger, die mongolische Jurte.” 1998)
In den Jahren 1998 bis 2000 erhielt sie einen Lehrauftrag an der Universität für Angewandte Kunst in Wien, Textilabteilung. In dieser Zeit arbeitete sie weiter konzeptionell mit Filz und absolvierte eine Weiterbildung und Praxis als Kunsttherapeutin. Sie unternahm zahlreiche teils mehrmonatige Studienreisen nach Zentralasien (Mongolei, Kirgisistan, Tadschikistan, Usbekistan), China, und Lappland.
In den Jahren 2002 und 2003 wurde sie vom Schweizer Entwicklungsdienst DEZA als Konsulentin zum Aufbau eines Kunstzentrums “City of Artists” in Bischkek, Kirgisistan beigezogen.
Im Jahr 2006 erhielt sie einen Lehrauftrag an der Hochschule für Kultur in Taschkent, Usbekistan.
2007 gründete sie den Verein „DIALOG CENTRAL, Verein zur Förderung des Dialogs mit Zentralasien durch Kunst, Wissenschaft, Bildung und Soziales“ und widmet sich weiterhin dem gegenseitigen Austausch von Künstlern aus Zentralasien mit Europa.
2008 veranstaltete sie (DIALOG CENTRAL und KOLDOO) das 1. Frauen Film Festival in Bischkek / Kirgisistan.

## Ausstellungen und Ausstellungsbeteiligungen (Auswahl)
Biennalen
- 2007 4. “Tashkent Biennale of Contemporary Art”, Usbekistan
- 2005 “Textile 05” Art Biennal, Kaunas, Litauen
- 2005 51. Biennale di Venezia, Central Asia Pavilion, Videoarchiv, mit einem Beitrag über die in Kirgisistan abgehaltenen Symposien 2001 und 2002, Videodokumentation zusammengestellt vom Projektpartner Shaarbek Amankul.
- 2004 4. “World Calligraphy Biennale”, Jeollabuk-Do, Südkorea

Kunst- und Designmessen
- 2007 Fashionweek Tokio, Japan
- 2006 Fashionweek Tokio, Japan
- 2005 Blickfang Messe, Museum für Angewandte Kunst, Wien
- Salzburger Kunstmesse, vertreten durch Texart
- Fashionweek Milano, Design für Kayiko

Einzelausstellungen
- 2008 Verein Frauenhetz, Wien
- 2008 Skulptur am See, St. Pölten Viehofner Seen
- 2007 Museum Humanum, Fratres
- 2007 Palais Pálffy, Wien, mit Elisabeth v. Samsonov
- 2006 Textilkunstgalerie Sammlung Aichhorn, Salzburg
- 2006 “Schichtweise” (mit Ingrid Tragler), Pro Juventute, Salzburg
- 2005 “Soft and Transparent”, Galerie X, Bratislava, Slowakei
- 2004 Galerie Flora cum Arte (mit S. Amankul), Tulln
- 2003 Galerie Kunststätte Maasen (mit S.Amankul), Nienburg, Deutschland
- 2003 Performance “Saubermachen” Kunsthalle Krems (mit S.Amankul)
- 2003 “Ansichten”, Installation in der Artothek Krems (mit S. Amankul)

Ausstellungsbeteiligungen
- 2008 “Textil bewegt”, Hypo-Galerie Romanischer Keller, Salzburg
- 2006 “Behausungen”, Galerie in den Weddinger Gerichtshöfen, Berlin
- “Land schaf(f)t Kunst”, Galerie an der Akademie der Künste, Prag
- “Ring-Kolzho”, Balshan - ästhetisches Zentrum, Bischkek; Kirgisistan
- “Transformation”, Metro Club, Bischkek, Kirgisistan
- 2005 “East-West Dialogue”, Galerie Tengri Umay, Almaty, Kasachstan
- 2004 “Land schaf(f)t Kunst”, Factory – Kunsthalle Krems
- 2003 43. “Premio Suzzara”, Galeria del premio Suzzara, Italien
- 2002 “No-Mads Land”, Haus der Kulturen der Welt, Berlin

Internationale Symposien
- 2009 "Kunst in der Natur", Wachtberg Tautendorf
- 2007 "7x100 Meter", Kulturgut Poggenhagen, Hannover
- 2006 “Traktor Day”, Lainsitztal, Niederösterreich
- 2005 “Transformation”, ehemalige militärische Anlage der Sowjets in Kirgisistan
- “East-West Dialogue” Zentralasiatisch-österreichisches Druckgrafiksymposium, Wallsee
- “Prehody-Übergänge II”, Gmünd and Ceske Velenice, Tschechische Republik
- 2004 “Land Schaf(f)t Kunst”, Gastateliers Krems
- “Prehody – Übergänge I”, Gmünd, Ceske Velenice
- 2003 ITS, Internationales Textilkunstsymposium Graz
- 2002 “In Search”, Tamga, Kirgisistan
- 2001 “Signs of Eternity”, Bokonbaeva, Kirgisistan
- 2000 “Peace and Respect”, Osh, Kirgisistan

Freie Kuratorin (Organisatorin) bei
- 2009 "Künstler Drehscheibe Kellergasse", Viertelsfestival Weinviertel, Untermarkersdorf
- 2008 "WOSTOK", Fotoausstellung Shailo Djekshenbaev und Christoph Grill, Monat der Fotografie, ausstellungsraum gerhart scholz, Wien
- 2008 1. Frauenfilmfestival in Zentralasien, Museum of Fine Art, Bischkek, Kirgisistan
- 2008 "Tortures of Beauty", Fotoausstellung Oksana Shatalova, Kasachstan Museum of Fine Art Bischkek im Rahmen des 1. Frauenfilmfestivals
- 2007 "Beli Shest", Kunstmarke Wien, Fotoausstellung Shailo Djekshenbaev
- 2006 “Transborder- inclusion/exclusion”, in Zusammenarbeit mit Ing. Mag. Luenig, Fotoausstellung (Kaukasus, Südosteuropa, Zentralasien) im Rahmen des Monats der Fotografie, Galerie basement, Wien
- 2006 „Steppen der Stadt“, Fotoausstellung von Shailo Djekshenbaev, Kirgisistan, in der Galerie auf der Pawlatsche, Slawistikinstitut, Wien
- 2005 “Transformation”, internationales Kunstprojekt in ehemals sowjetischer Anlage zur Urangewinnung, mit Sh. Amankul Kirgisistan
- 2002 “In Search”, Central Asia-Europe Art Dialogue, mit Sh. Amankul, Kirgisistan, Symposium, Ausstellung und Katalog
- 2001 “Signs of Eternity”, Central Asia – Europe Art Dialogue, mit Sh. Amankul, Kirgisistan; Symposium, Ausstellung im Museum der Künste Bischkek und Videofilm